# Janez Sonze
Janez Sonze, ljubljanski župan v 17. stoletju, † avgust 1613, Ljubljana.
Sonze je bil leta 1569 izvoljen za zapiralca ljubljanskih vicedomskih vrat, bil je tudi mestni svetnik, višji mestni blagajnik, župan Ljubljane pa je bil v letih 1608, 1609 in 1612-1613.